# El gato montés
Pour le paso doble extrait de cet opéra, voir El gato montés (chanson).
El gato montés (le chat sauvage) est un opéra de Manuel Penella créé le 22 février 1916 (ou 1917) au Théâtre principal de Valence en Espagne. Cette œuvre en 3 actes a remporté à l'époque un grand succès ; elle a été jouée à Madrid, puis à New York en 1921.
Elle a été redécouverte à la fin du XXe siècle, grâce à une nouvelle production au Théâtre de la Maestranza de Séville en 1992.
Le paso doble El gato montés, extrait de l'opéra, est un des classiques de la musique tauromachique. 